# الحسینیه
الحسینیه (به عربی: الحسینیة) یک منطقهٔ مسکونی در عربستان سعودی است که در استان مدینه واقع شده‌است.